# 汐止拱北殿
25°05′40″N 121°38′32″E / 25.094489°N 121.642162°E
汐止拱北殿，俗稱汐止仙公廟，1906年初為一座台式木造拱北殿，1960年(民國49年)原地拆除重建，主祀道教全真派祖師呂純陽真人。

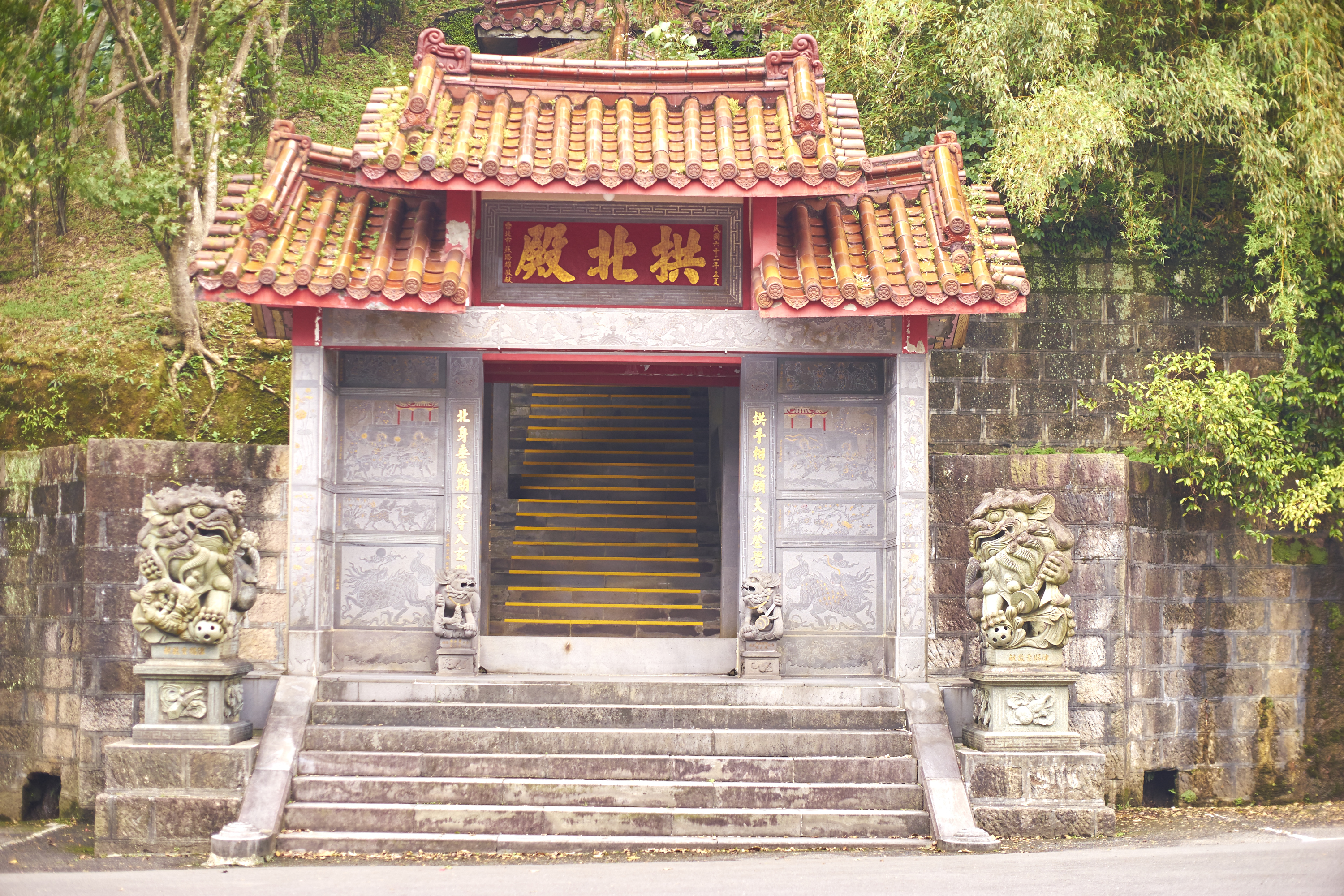
汐止拱北殿入口牌樓

## 興廟沿革
明治卅四年（1901年），水返腳（今汐止）北港地區徐介卿、廖新田，蘇四川等居民，由木柵仙公廟（指南宮）分香孚佑帝君神像，建造「北港鸞堂」，為鄉親扶鸞解惑。
明治卅九年（1906年），奉神降鸞指示，乩童以手掌擊破神案，神諭在三秀山建廟，因相對於指南宫，故称「拱北殿」。歷經多次整修，廟貌巍峨。近日流傳，為賞楓知名景點。
民國38年(1949年)，發起第三次整修，翻修粉刷廟牆。
民國49年(1960年)決定開始進行第四次原地拆除重建工作，拆除原木磚造舊廟，改成鋼筋混凝土。費時六年，於民國55年(1966年)完成, 及龍柱藻井、飛簷楹角、彫樑畫棟等木彫工程。

## 奉祀神明與年度祭事

### 祀神
- 孚佑帝君呂純陽祖師（配祀柳星君、王星君）、八仙、釋迦如來、至聖先師等。

### 年度祭事[3]
- 正月初一至初五新春祈福法會
- 正月初九玉皇上帝聖誕
- 正月十五光明燈、太歲星君燈開燈法會
- 正月廿六日太乙柳星君聖誕
- 清明節祭會源塔、功德堂法會
- 四月十四日孚佑帝君呂仙祖聖誕
- 四月十四日到二十日春季祈安禮斗法會
- 七月十五日中元節法會
- 九月初一到初七秋季祈安禮斗法會
- 十一月十七阿彌陀佛聖誕、祭會源塔、功德堂法會
- 十二月十五圓法會（受理明年安太歲、點光明燈登記）

## 境內特色

### 彩繪
拱北殿側門有兩幅倣大龍峒保安宮潘麗水大師彩繪名作，八仙大鬧東海與鍾馗迎妹回娘家。

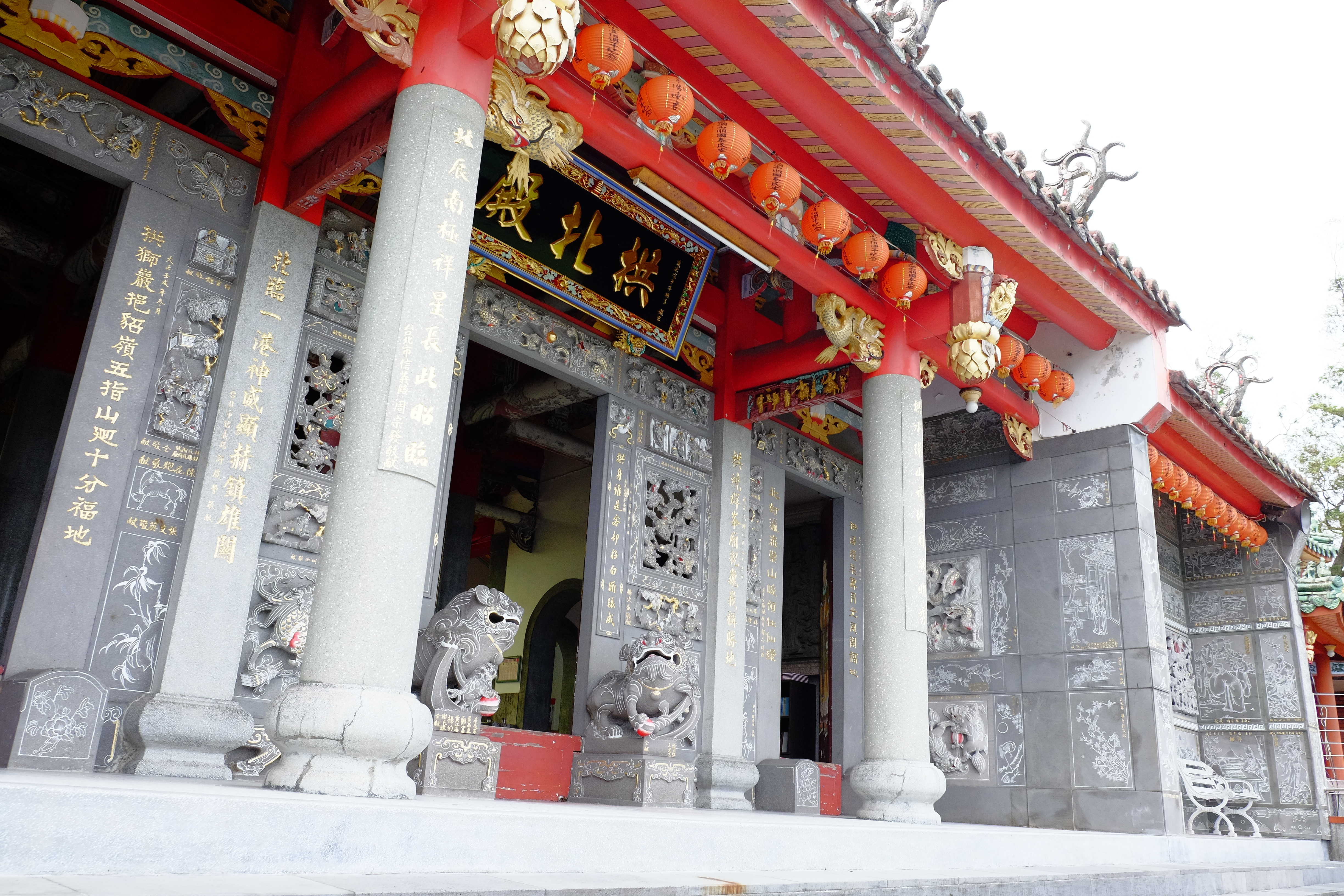
汐止拱北殿
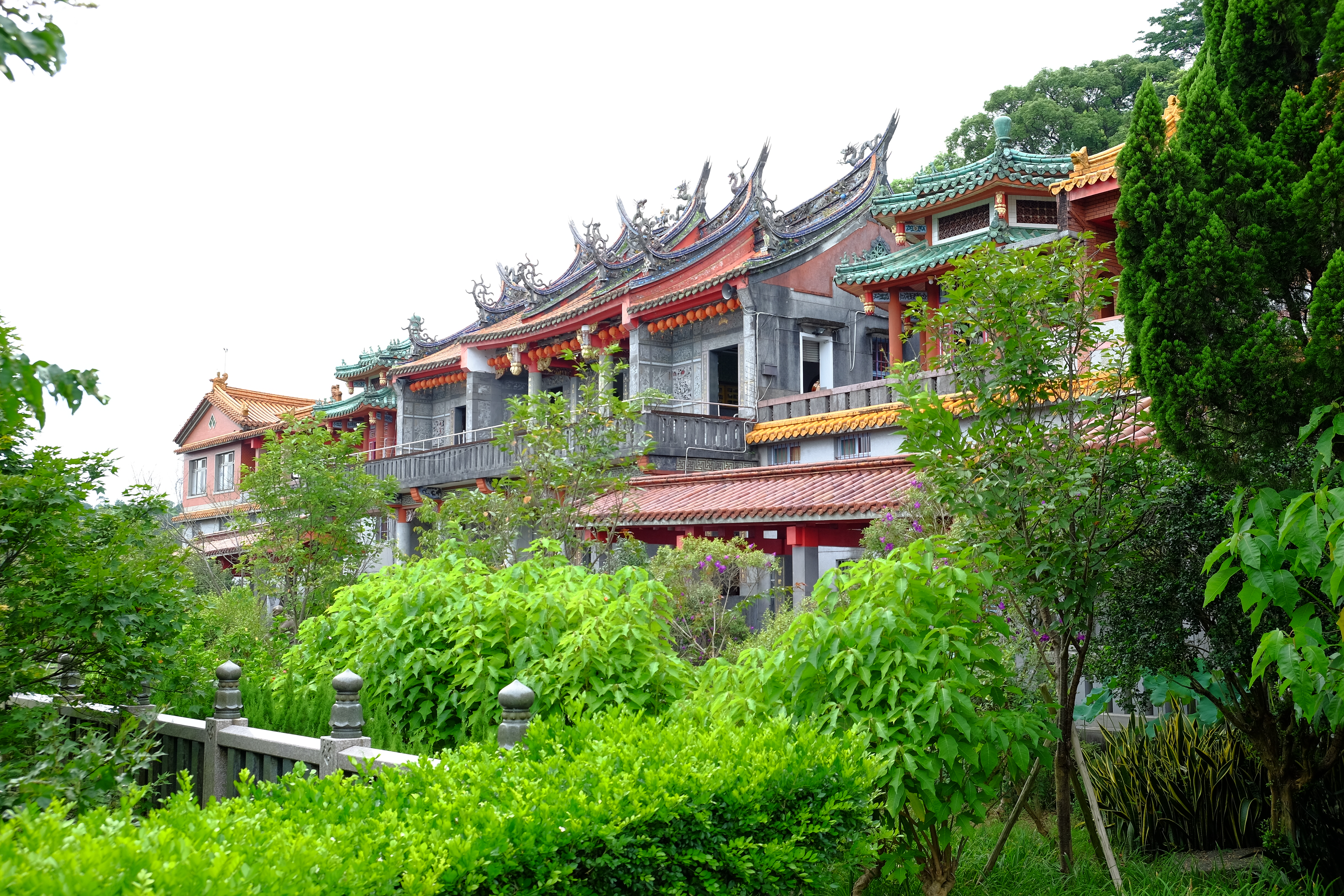
汐止拱北殿
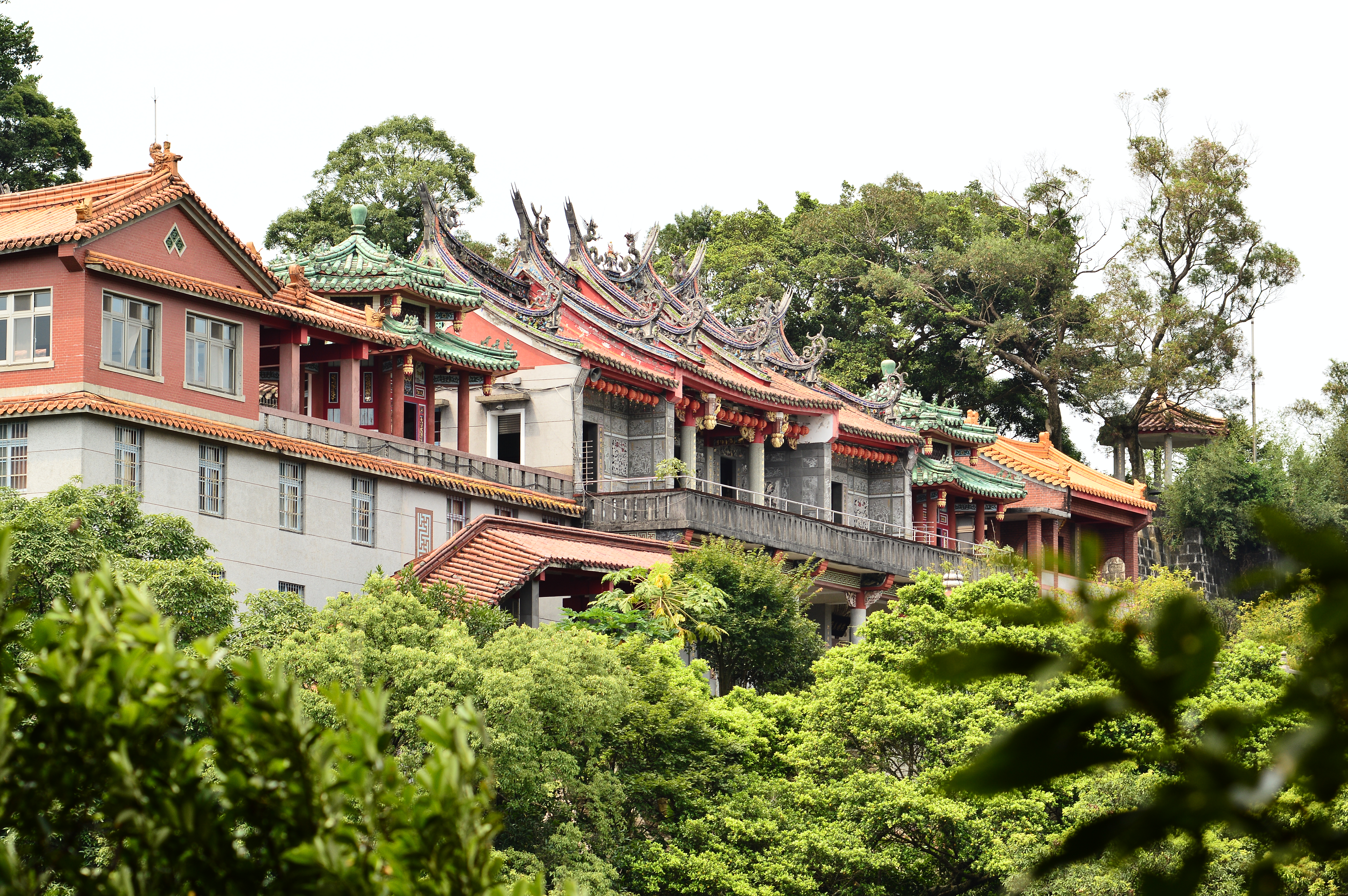
汐止拱北殿
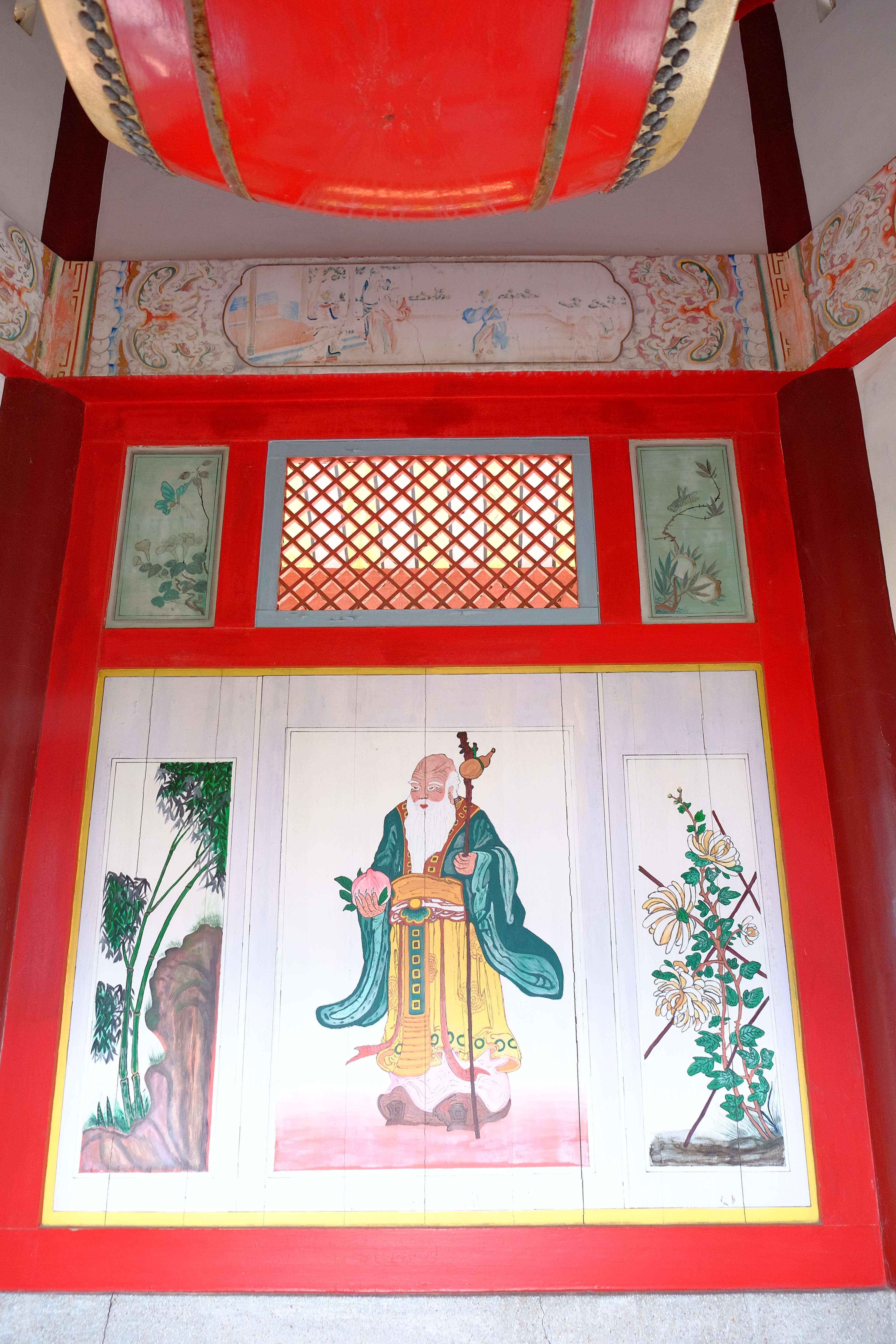
拱北殿彩繪
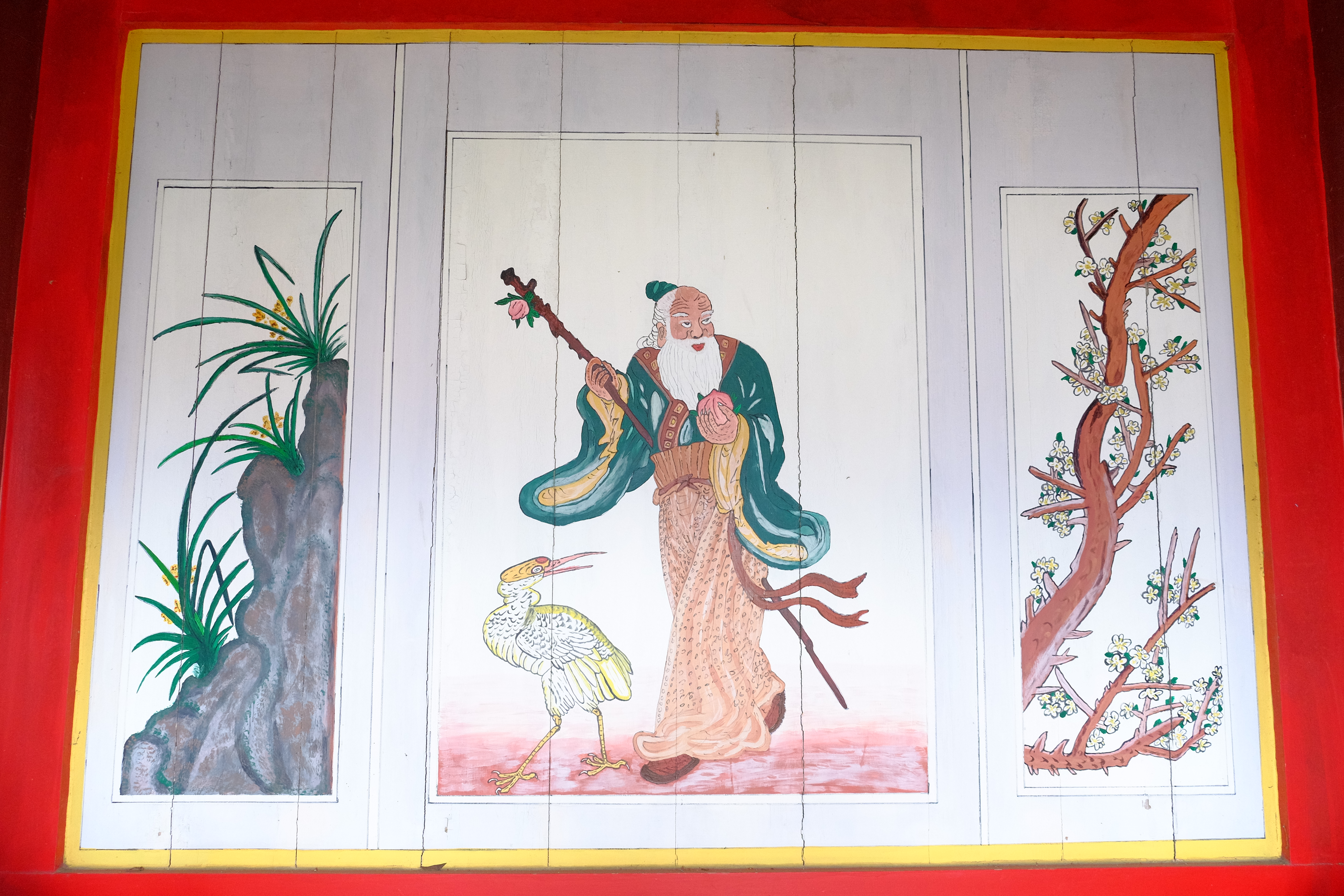
拱北殿彩繪
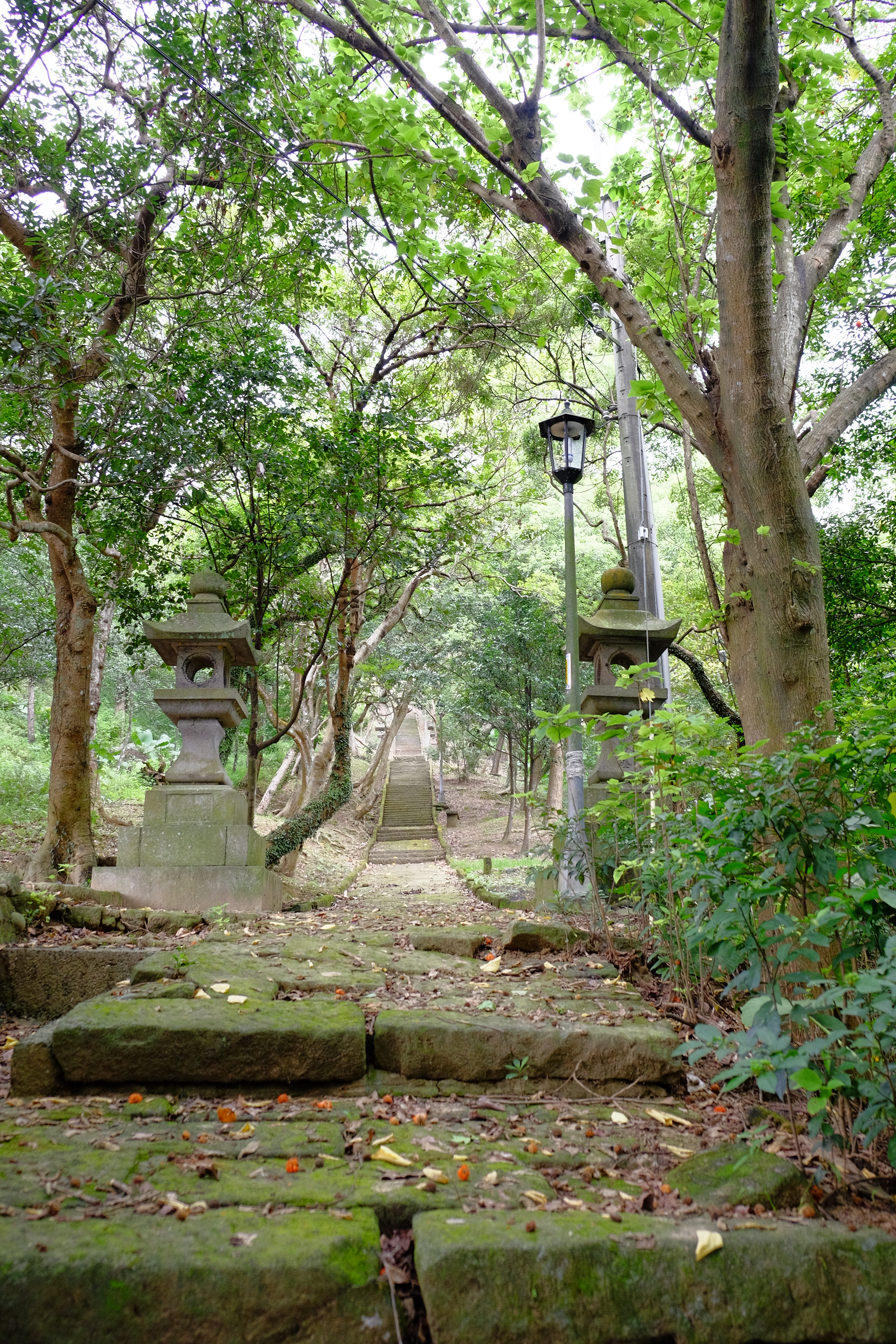
汐止拱北殿裏參道石燈籠
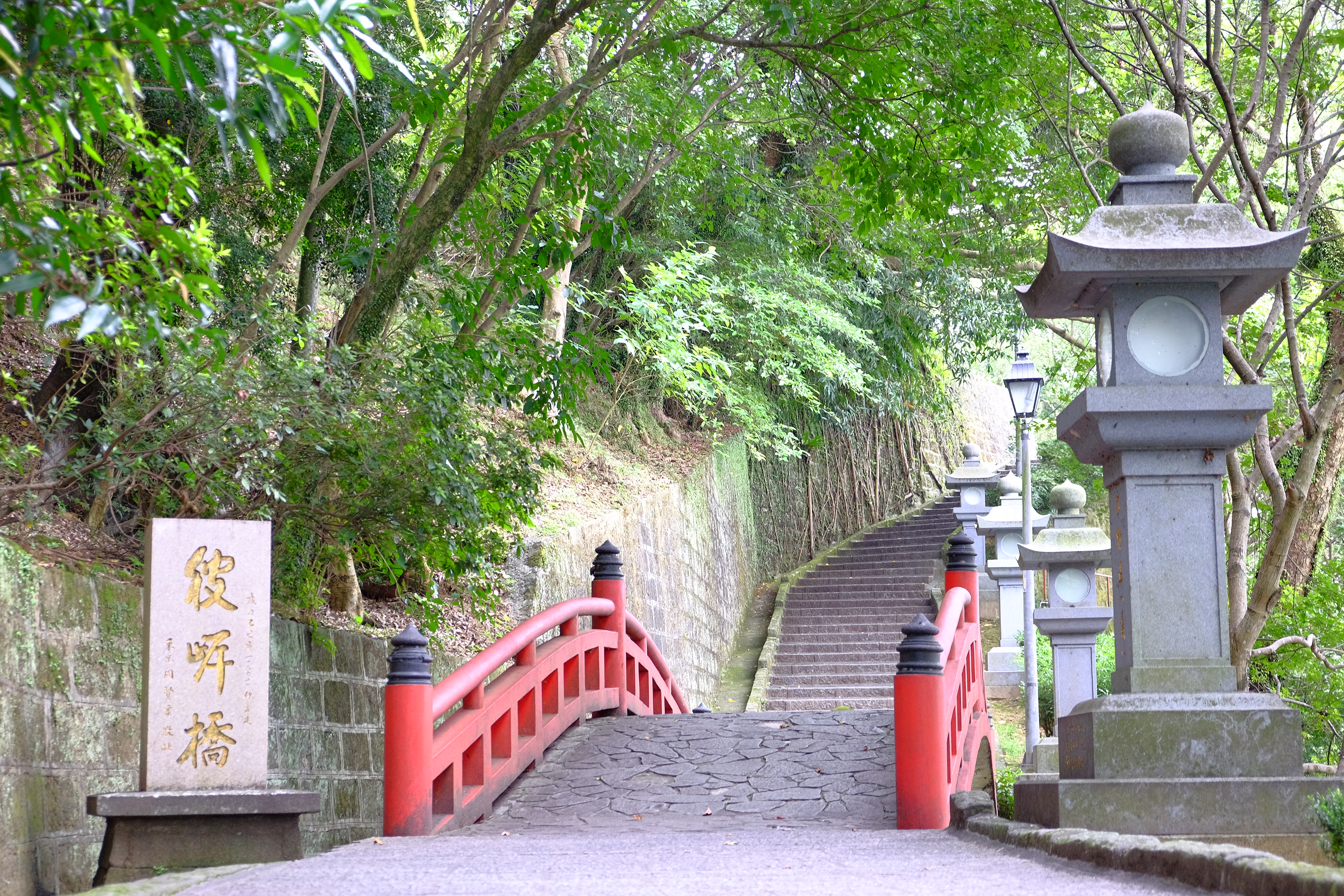
汐止拱北殿表參道彼岸橋
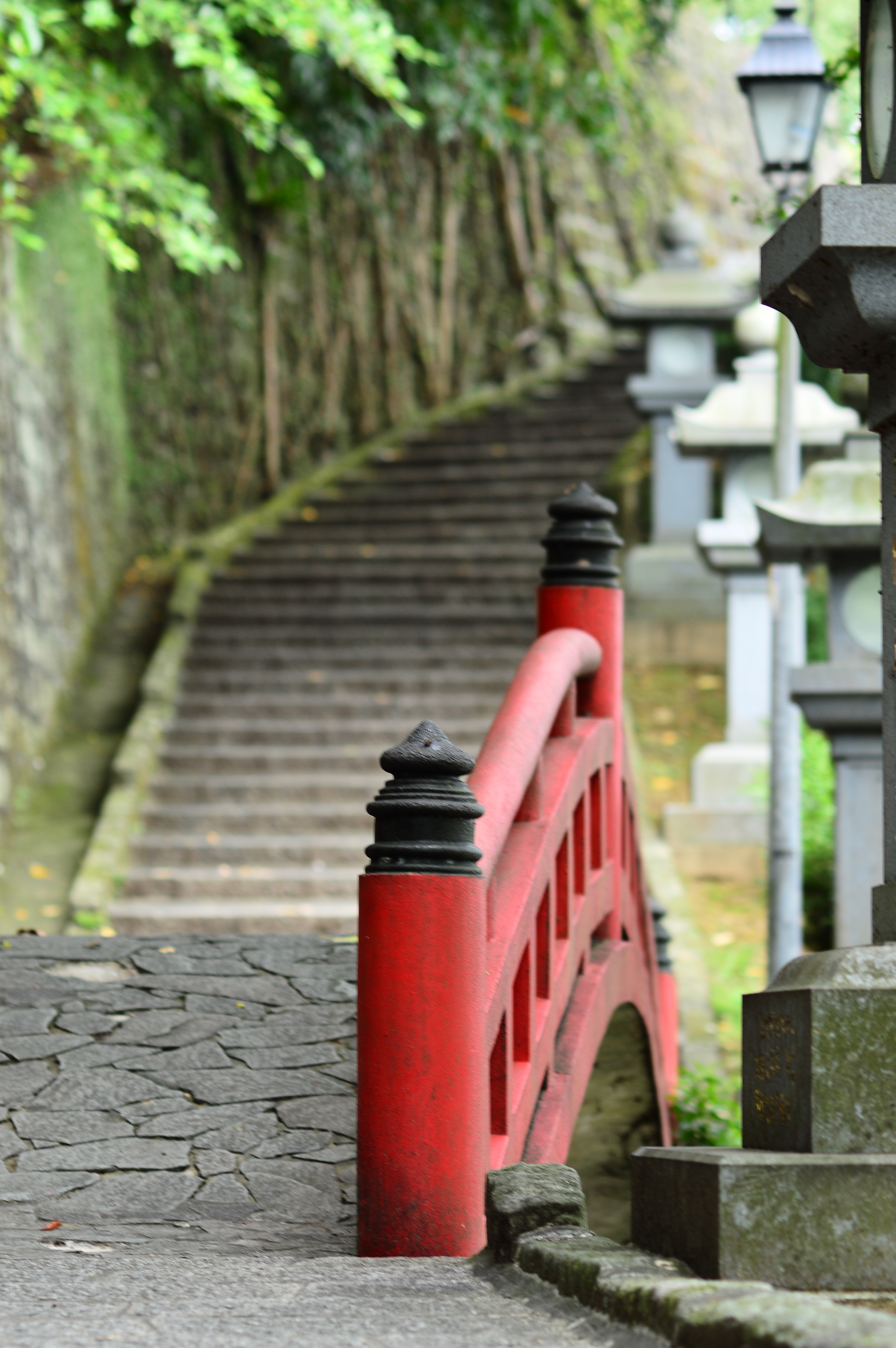
汐止拱北殿表參道彼岸橋
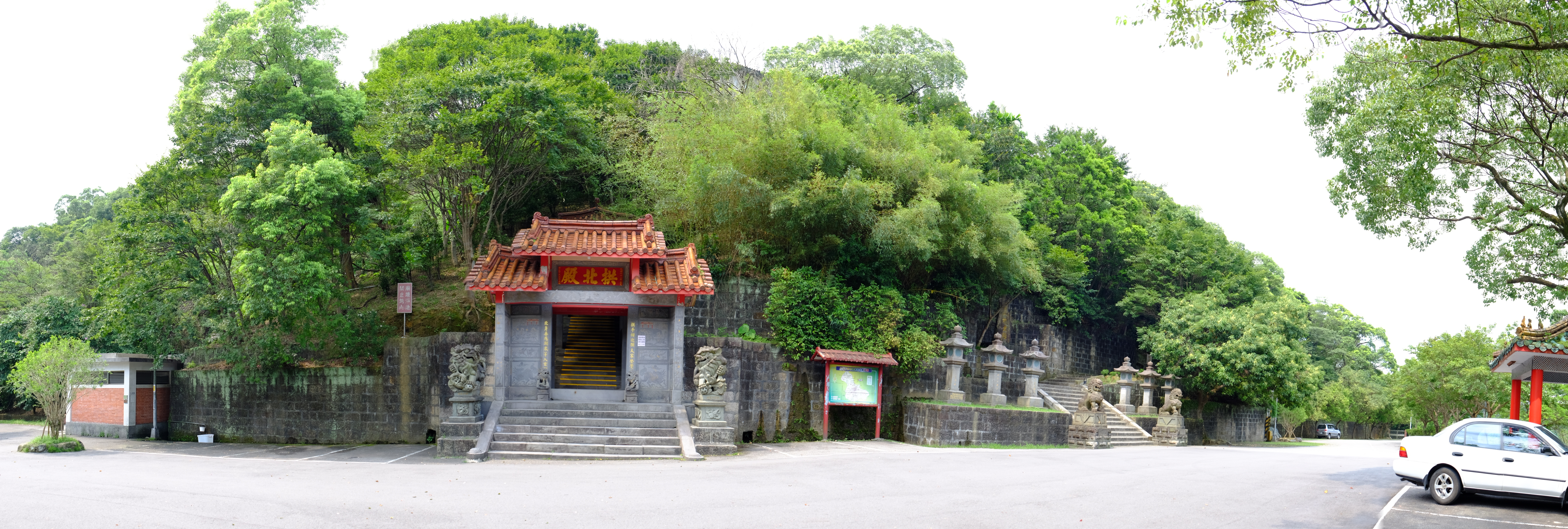
汐止拱北殿停車場山門
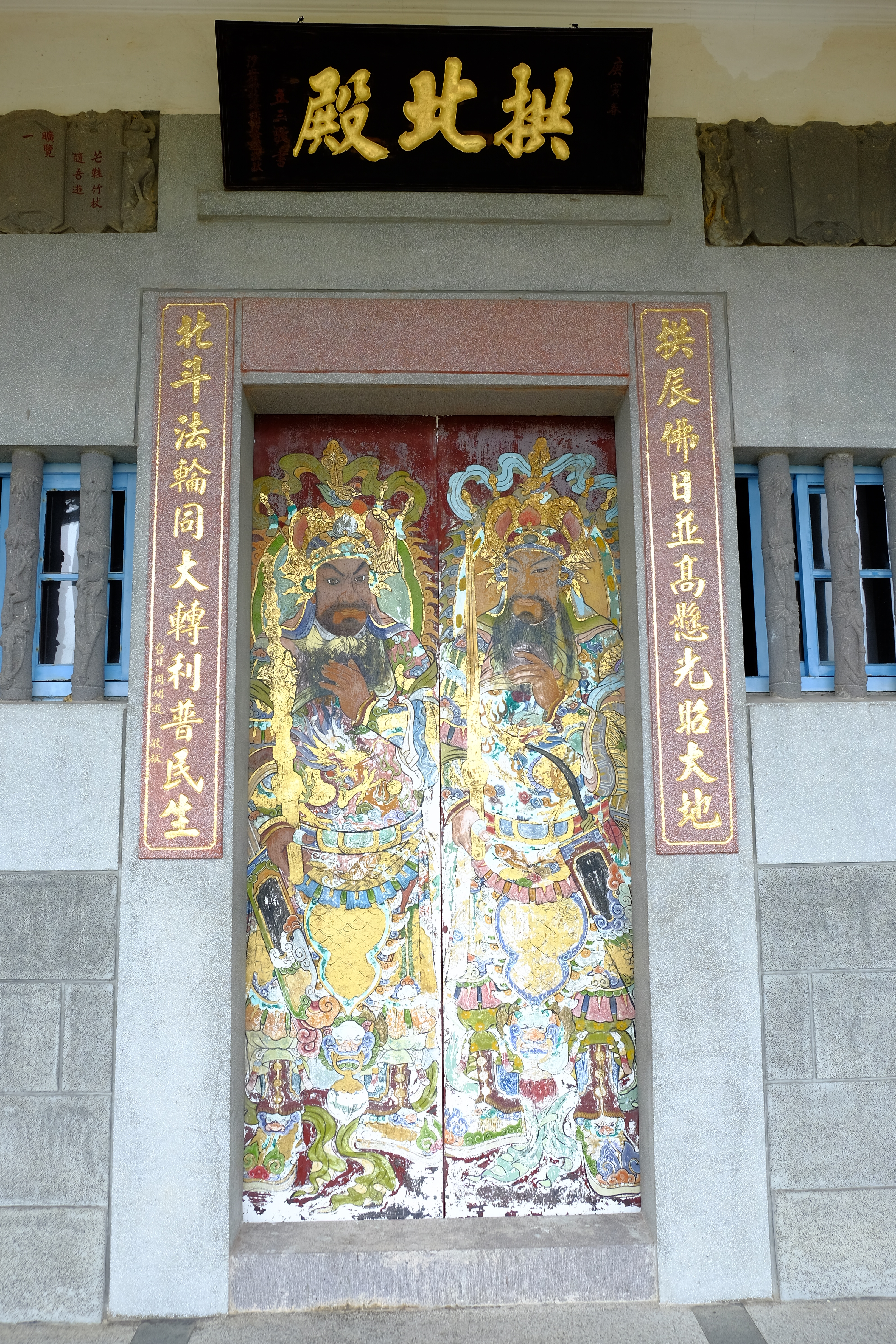
汐止拱北殿門神
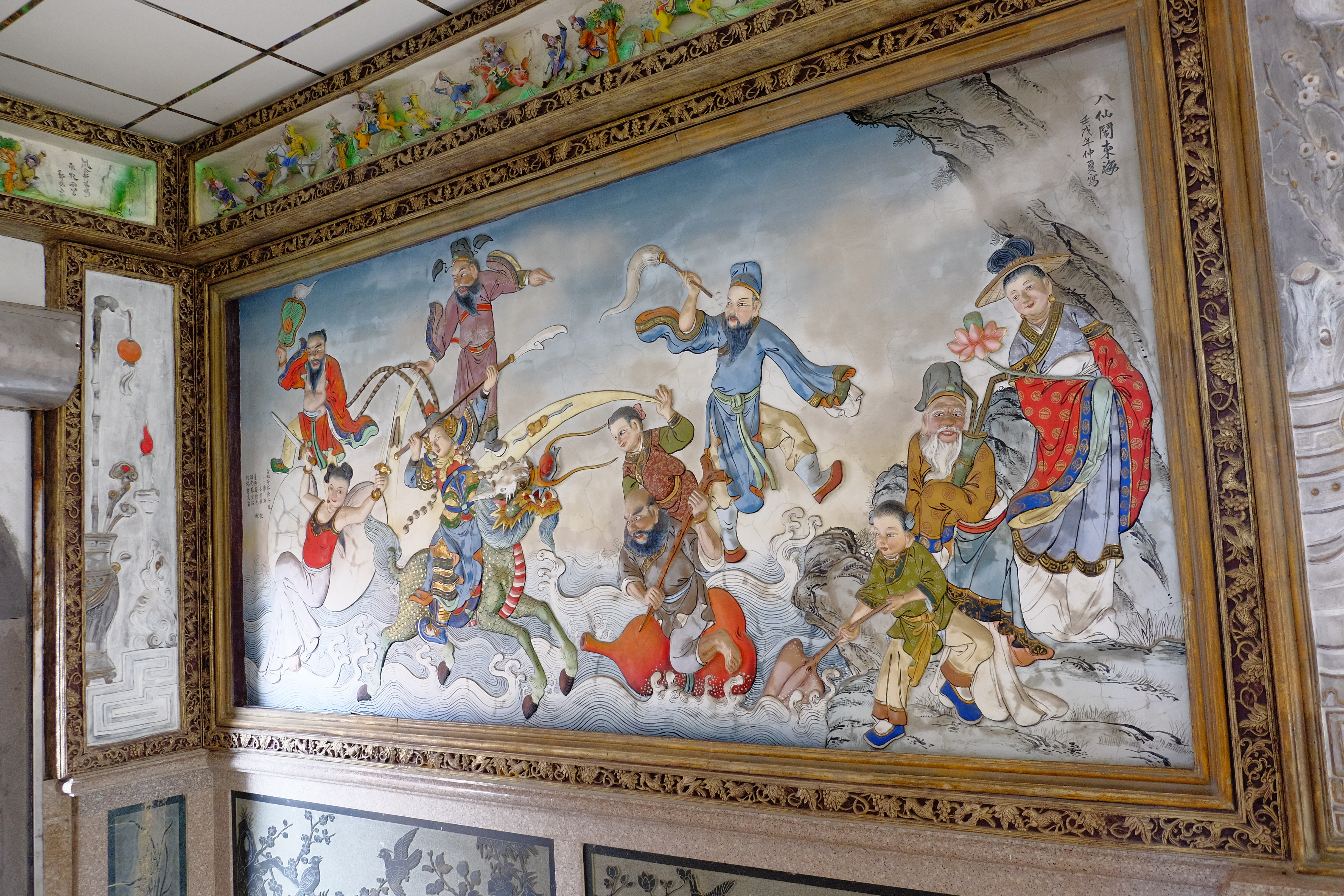
八仙大鬧東海
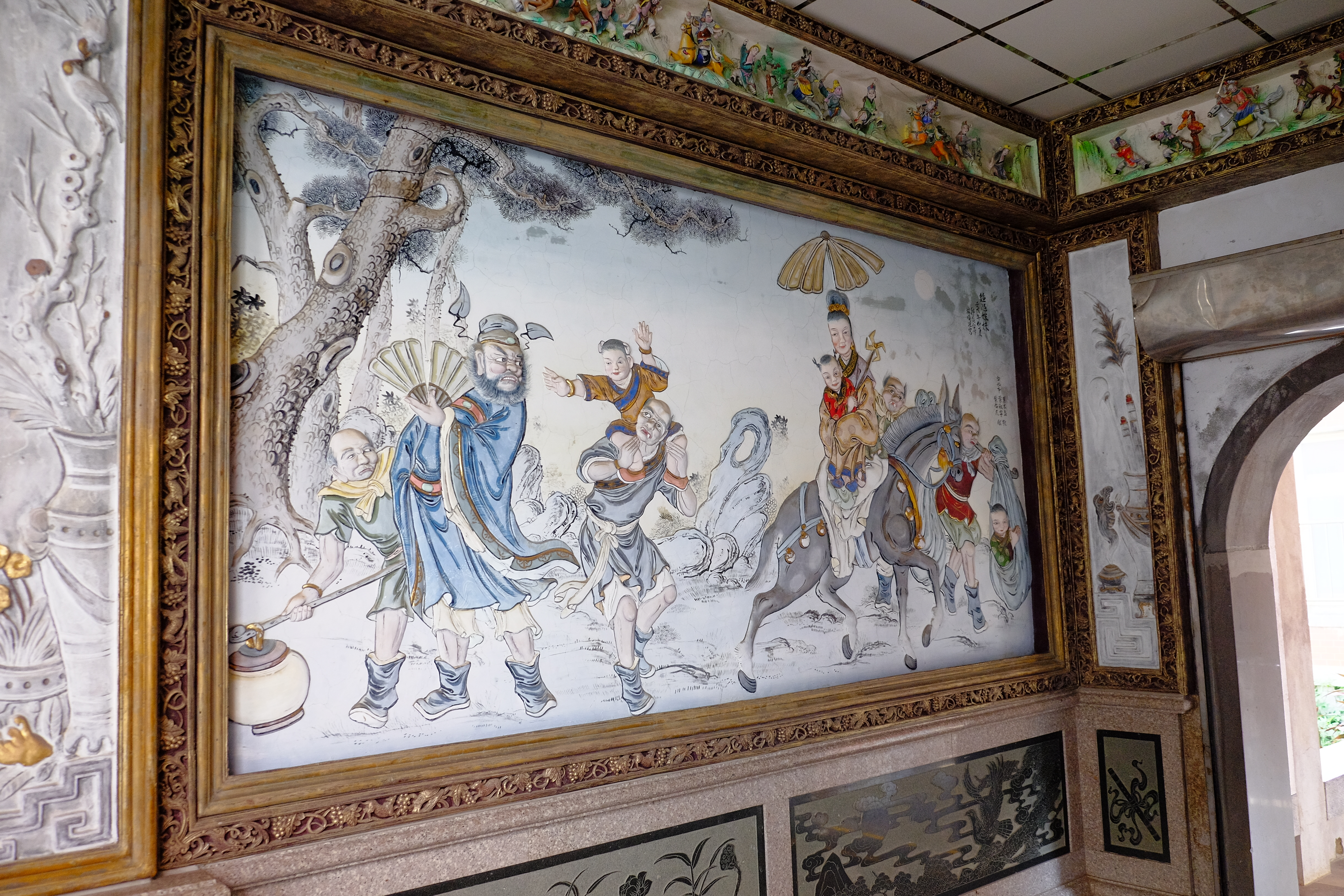
鍾馗迎妹回娘家

## 外部連結
- 汐止拱北殿 （页面存档备份，存于）